# Karl Friedrich Albrecht von Loeben
Freiherr Karl Friedrich Albrecht von Loeben (* 30. April 1730 in Königsberg in der Neumark; † nach 1788) war ein preußischer Major. 

## Leben

### Herkunft
Karl Friedrich Albrecht entstammte dem schlesischen Adelsgeschlecht von Loeben. Seine Eltern waren der preußische Major im Regiment Markgraf Albrecht und Ritter des Johanniterordens Heinrich Otto von Loeben († 1734) und Christine von Hagen.

### Laufbahn
Loeben begann seine Laufbahn am 4. Mai 1743 als Page bei Markgraf Karl, wurde auch sein Leibpage und trat am 14. April 1750 als Fähnrich in dessen Altpreußisches Infanterieregiment No. 19 (1806). Er avancierte am 30. November 1752 zum Sekondeleutnant, am 8. Januar 1758 zum Premierleutnant, am 11. November 1760 zum Stabskapitän sowie am 22. Februar 1762 zum wirklichen Kapitän. Im Januar 1768 erhielt Loeben den Orden Pour le Mérite. 1773 erfolgte schließlich seine Beförderung zum Major. Zugleich wurde er Kommandeur eines Grenadierbataillons welches aus den Grenadierkompanien der Regimenter Nr. 19 und Nr. 25 entstand. Im Bayerischen Erbfolgekrieg agierte er von 1778 bis 1779 als Chef dieser Grenadiere. Am 4. November 1782 bis zu dessen Auflösung 1788 war Loeben als Regimentschef des Berliner Land-Regiments versorgt.
Loeben geriet im Gefecht bei Maxen in Gefangenschaft, hatte aber bis dahin die Feldzüge Friedrichs des Großen, seit der Belagerung bei Pirna mitgemacht und sich dabei mehrfach ausgezeichnet. So nahm er aktiv an den Belagerungen von Prag und Breslau, den Schlachten bei Prag, Roßbach und Leuthen (verwundet), Hochkirch (schwer verwundet), Kunersdorf sowie den Gefechten bei Meissen, Strehlen, Grätz und Lauban (verwundet) teil.

### Familie
Löben vermählte sich 1761 mit Philippine von Wollmirath.